# Romano Amerio

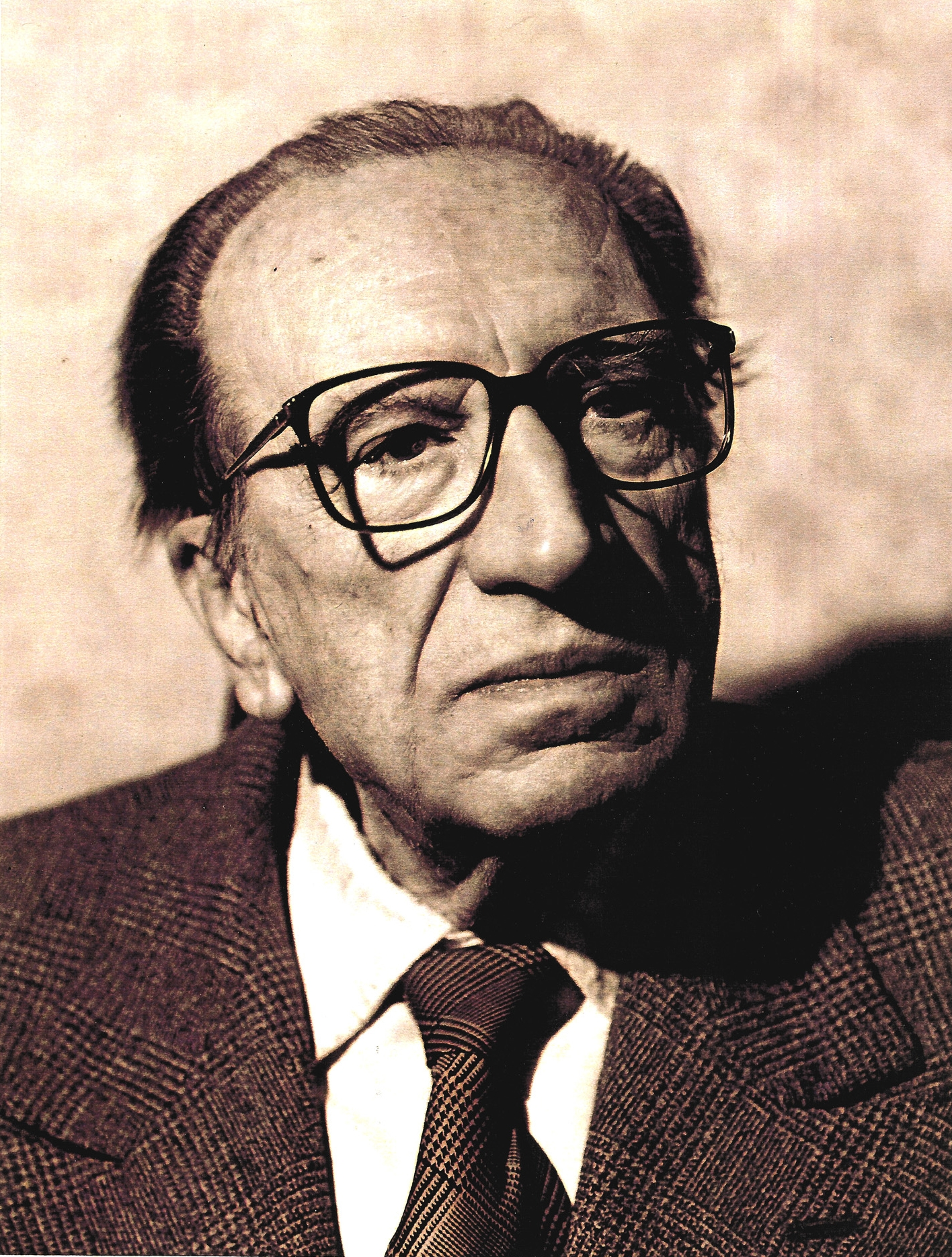
Romano Amerio

Romano Amerio (ur. 1905 w Lugano, zm. 1997) – szwajcarsko-włoski teolog, filolog i filozof, tradycjonalista katolicki. 

## Życiorys
Studiował na uniwersytecie katolickim w Mediolanie. Tutaj w 1927 obronił doktorat z filozofii nt. Tomasza Campanelli. Jego mistrzem był założyciel mediolańskiej uczelni – o. Agostino Gemelli. W latach 1928–70 wykładał w Lugnano filozofię i filologię klasyczną. Otrzymał tytuł honorowego obywatela rodzinnego miasta.
Autor „Iota unum. Analiza zmian w Kościele katolickim w XX wieku”.  Opracowywał edycje krytyczne dzieł Rosminiego, Manzoniego, Campanelli.
Był konsultantem biskupa Lugnano, JE Jeliminiego, podczas obrad Soboru Watykańskiego II, brał udział w pracach Centralnej Komisji Przygotowawczej Soboru.